# Bouza
Bouza ist eine Stadtgemeinde und der Hauptort des gleichnamigen Departements Bouza in Niger.

## Geographie

### Lage und Gliederung
Die Gemeinde gehört zu Sahelzone. Die Nachbargemeinden Bouzas sind Babankatami, Déoulé und Tabotaki im Norden, Karofane im Osten, Madaoua und Azarori im Süden sowie Tama im Westen.
Die Stadtgemeinde Bouza ist in ein urbanes und ein ländliches Gemeindegebiet gegliedert. Das urbane Gemeindegebiet besteht aus sieben Stadtvierteln: Bouza, Bouza Gabass, Bouza Koré, Bouza (Kwaré), Dan Dabi (Quartier), Dougouna und Tchégoumaoua. Das auf einer Höhe von 402 m gelegene Stadtzentrum befindet sich auf einem Hügel. Im Tal vor dem Stadtzentrum gibt es mehrere Hausa-Dörfer. Bei den Siedlungen im ländlichen Gemeindegebiet handelt es sich um 47 Dörfer und 55 Weiler. Zu den größeren Dörfern zählen Garadoumé und Madetta.

### Klima
In Bouza herrscht trockenes Wüstenklima vor. Die klimatologische Messstation im Stadtzentrum wurde 1954 in Betrieb genommen.
|                        | Jan  | Feb  | Mär  | Apr  | Mai  | Jun  | Jul  | Aug  | Sep  | Okt  | Nov  | Dez  |   |      |
| Mittl. Temperatur (°C) | 21,5 | 24,7 | 28,6 | 32,1 | 33,1 | 32,0 | 29,1 | 27,2 | 29,1 | 29,5 | 26,3 | 22,3 | ⌀ | 28   |
| Mittl. Tagesmax. (°C)  | 29,5 | 33,0 | 36,9 | 39,9 | 40,1 | 38,3 | 34,6 | 32,0 | 35,1 | 36,7 | 34,2 | 30,2 | ⌀ | 35   |
| Mittl. Tagesmin. (°C)  | 14,0 | 16,6 | 19,7 | 23,1 | 25,5 | 26,0 | 24,6 | 23,4 | 23,8 | 22,1 | 18,4 | 14,8 | ⌀ | 21   |
|                        |      |      |      |      |      |      |      |      |      |      |      |      |   |      |
| Niederschlag (mm)      | 0    | 0    | 0    | 1    | 12   | 23   | 69   | 119  | 45   | 6    | 0    | 0    | Σ | 275  |
|                        |      |      |      |      |      |      |      |      |      |      |      |      |   |      |
| Sonnenstunden (h/d)    | 10,2 | 10,5 | 10,8 | 11,2 | 11,5 | 11,5 | 10,2 | 8,6  | 10,4 | 10,6 | 10,3 | 10,2 | ⌀ | 10,5 |
|                        |      |      |      |      |      |      |      |      |      |      |      |      |   |      |
| Regentage (d)          | 0    | 0    | 0    | 0    | 2    | 5    | 11   | 11   | 6    | 1    | 0    | 0    | Σ | 36   |
|                        |      |      |      |      |      |      |      |      |      |      |      |      |   |      |
| Luftfeuchtigkeit (%)   | 16   | 12   | 9    | 12   | 24   | 40   | 58   | 70   | 56   | 27   | 17   | 18   | ⌀ | 30   |

| 14,0 |

| 16,6 |

| 19,7 |

| 23,1 |

| 25,5 |

| 26,0 |

| 24,6 |

| 23,4 |

| 23,8 |

| 22,1 |

| 18,4 |

| 14,8 |

| 14,0 |

| 16,6 |

| 19,7 |

| 23,1 |

| 25,5 |

| 26,0 |

| 24,6 |

| 23,4 |

| 23,8 |

| 22,1 |

| 18,4 |

| 14,8 |

| N i e d e r s c h l a g | 0   | 0   | 0   | 1   | 12  | 23  | 69  | 119 | 45  | 6   | 0   | 0   |
|                         | Jan | Feb | Mär | Apr | Mai | Jun | Jul | Aug | Sep | Okt | Nov | Dez |

## Geschichte

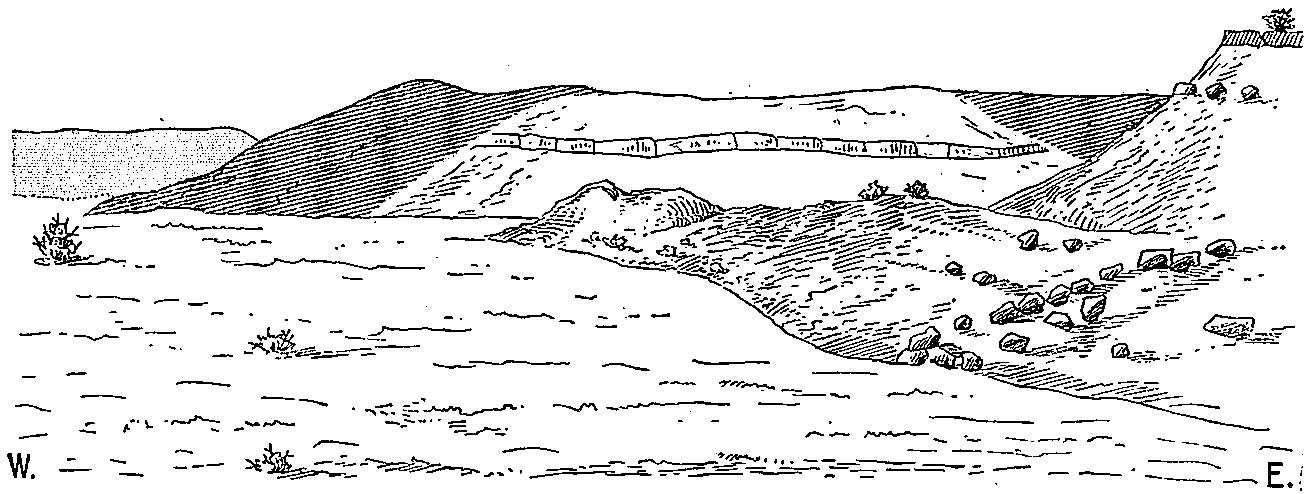
Eine Geländestufe am Rand eines Trockentals bei Bouza (Zeichnung von René Chudeau aus 1909)

Bouza gehörte im 18. Jahrhundert zum Gebiet des Sarkin Magori, des Herrschers der Hausa-Untergruppe Magorawa. Im letzten Drittel des 19. Jahrhunderts, vor der Ankunft der Kolonialmacht Frankreich, wurde die Siedlung von der Tuareg-Untergruppe Kel Gress kontrolliert. Der britische Reiseschriftsteller A. Henry Savage Landor besuchte 1906 das Dorf Guidan Bado im Rahmen seiner zwölfmonatigen Afrika-Durchquerung.
Bouza wurde 1960, im Jahr der Unabhängigkeit Nigers von Frankreich, zum Hauptort des Bezirks Bouza, aus dem 1964 das Arrondissement Bouza und 1998 das Departement Bouza hervorging.

## Bevölkerung
Bei der Volkszählung 2012 hatte die Stadtgemeinde 101.445 Einwohner, die in 50.466 Haushalten lebten. Bei der Volkszählung 2001 betrug die Einwohnerzahl 63.474 in 10.104 Haushalten.
Im Stadtgebiet ohne den ländlichen Siedlungen lebten bei der Volkszählung 2012 10.368 Einwohner in 1748 Haushalten, bei der Volkszählung 2001 6890 in 1117 Haushalten und bei der Volkszählung 1988 5497 in 834 Haushalten. Bei der Volkszählung 1977 waren es 5290 Einwohner.
Die Bevölkerung setzt sich aus Hausa, Tuareg und Fulbe zusammen.

## Politik und Justiz
Der Gemeinderat (conseil municipal) hat 24 gewählte Mitglieder. Mit den Kommunalwahlen 2020 sind die Sitze im Gemeinderat wie folgt verteilt: 14 PNDS-Tarayya, 8 MPR-Jamhuriya und 2 MPN-Kiishin Kassa.
Jeweils ein traditioneller Ortsvorsteher (chef traditionnel) steht an der Spitze von 33 Dörfern im ländlichen Gemeindegebiet.
Die Stadt ist der Sitz eines Tribunal d’Instance, eines der landesweit 30 Zivilgerichte, die unterhalb der zehn Zivilgerichte der ersten Instanz (Tribunal de Grande Instance) stehen. Die Haftanstalt Bouza hat eine Aufnahmekapazität von 120 Insassen.

## Kultur und Sehenswürdigkeiten
In der Mitte des Stadtzentrums steht eine Moschee unbekannten Baujahrs. Sie befand sich 1986 in einem guten Erhaltungszustand. Die Gesamtanlage der nach zentralsudanischem Vorbild mit Kuppeldach errichteten Moschee erstreckt sich über 58 Quadratmeter. Sie verfügt über ein als Längsanlage (mit Flachdach und zentraler Kuppel) konzipiertes Betraumgebäude. Der Mihrāb-Vorbau ist quaderförmig, die Außenmauern sind untergliedert. An der Südseite befindet sich ein Adhān-Podest. Über den Zugängen und an den Dachecken thronen spitze Zinnen.

## Wirtschaft und Infrastruktur

### Wirtschaft
Die wirtschaftlichen Eckpfeiler der Stadt sind Ackerbau, Viehzucht und Handel. Im Zentrum wird ein Wochenmarkt abgehalten. Beim Dorf Garadoumé wurde 1968 die Garadoumé-Talsperre errichtet. Das staatliche Versorgungszentrum für landwirtschaftliche Betriebsmittel und Materialien (CAIMA) unterhält eine Verkaufsstelle im Stadtzentrum.

### Gesundheit und Bildung
Gesundheitszentren des Typs Centre de Santé Intégré (CSI) sind im Stadtzentrum sowie in den ländlichen Siedlungen Binguimawakiaro, Ertsana, Garadoumé und Madetta vorhanden. Die Gesundheitszentren im Stadtzentrum und in Ertsana verfügen jeweils über ein eigenes Labor und eine Entbindungsstation.
Allgemein bildende Schulen der Sekundarstufe sind der CEG Garadoumé, der CEG Madetta, der CEG FA Bouza und der CES Bouza. Das Kürzel CEG steht dabei für Collège d’Enseignement Général, das auf einen Schwerpunkt auf die arabische zusätzlich zur französischen Sprache hinweisende Kürzel CEG FA für Collège d’Enseignement Général Franco-Arabe und das Kürzel CES für Collège d’Enseignement Secondaire. Beim Collège d’Enseignement Technique de Bouza (CET Bouza) handelt es sich um eine technische Fachschule und beim Centre de Formation aux Métiers de Bouza (CFM Bouza) um ein Berufsausbildungszentrum.

### Verkehr

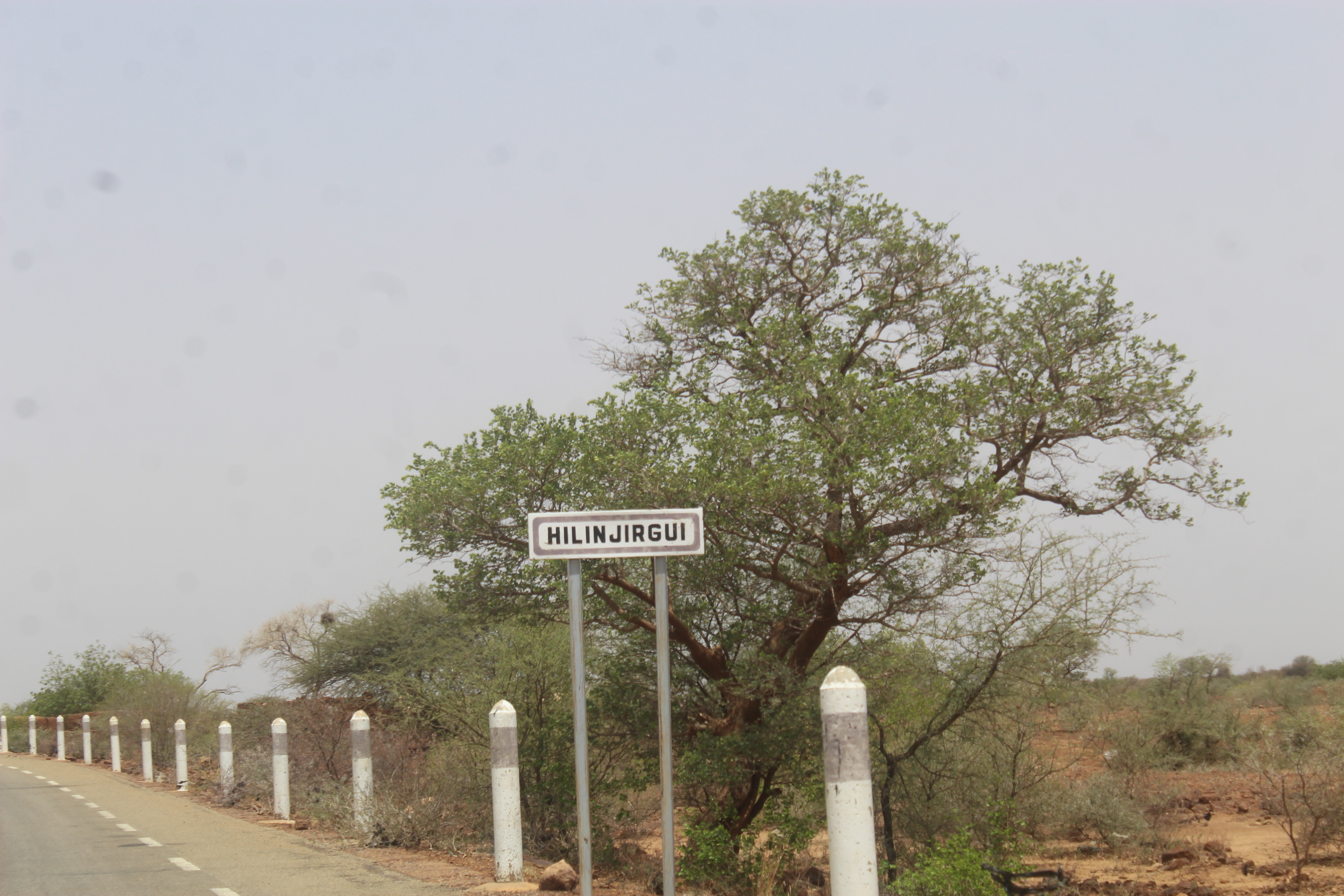
Ortstafel des Weilers Hilinjirgui an der Nationalstraße 16 in Bouza (2024)

Durch die Gemeinde verläuft die Nationalstraße 16 zwischen dem Stadtzentrum von Madaoua und der Route Tahoua–Agadez in Makaraba. Im Stadtzentrum von Bouza zweigen die über Karofane nach Bouza führende Landstraße RR5-001 und die über Kougoupché nach Madetta führende Route 529 von der Nationalstraße 16 ab.